# Dinastía agilolfinga
Los agilolfingos fueron una familia noble bávara, que históricamente gobernó el Ducado de Baviera entre los años 554 y 788, o autónomamente como vasallos del rey franco. El primer duque que se encuentra mencionado en los documentos históricos es Garibaldo I de Baviera.
El término "agilolfingo" es a veces usado por la historiografía también para indicar la dinastía que reinó sobre los lombardos y sobre Italia durante el siglo VII, entre los años 616 y 712, aunque no de manera ininterrumpida. 

## Duques agilolfingos en Baviera
- Garibaldo I, 554-591
- Tasilón I, 591-610
- Garibaldo II, 610-630

A la muerte de Garibaldo II siguieron una serie de regente más bien desconocidos que gobernaron alrededor de 50 años. Los más probables son:
- Fara I, 630-640
- Teodón I, 640-680
- Lamberto I, 680

El 680 se da inicio a la historia conocida de Baviera con Teodón II:
- Teodón II, 680-716
- Teodeberto I, 702-719
- Teobaldo, 711-719
- Tasilón II, 716-719
- Grimaldo I, 716-719 y 725
- Huberto I, 725-737
- Odilón I, 737-748 - Grifón, 748 (usurpador)
- Tasilón III, 748-788. Depuesto.
- Teodón y Teoberto, hijos de Tasilón III, enclaustrados

## Agilolfingos enLombardía: reyes y duques
- Teodolinda, hija de Garibaldo I de Baviera, reina  de los lombarbos (mujer de Autario y después de Agilulfo);
- Adaloaldo, hijo de Agilulfo y Teodolinda, rey de los lombarbos (616-625);
- Gundeperga, hija de Autariy Teodolinda, esposa del rey Arioaldo (626-636) y después del rey Rotario (636-652), madre de Rodoaldo (652-653);
- Gundoaldo, duque de Asti, hijo de Garibaldo I de Baviera cabeza de la dinastía bávara;
- Ariberto I,  hijo de Gundoaldo, rey de los lombarbos (653-661);
- Godeberto, hijo mayor de Ariperto, rey de los lombarbos (661-662);
- Pertarito, hijo menor de Ariperto, rey de los lombarbos (661-662 y 671-688);
- Teodata, 662-671, hija de Ariberto, esposa de Grimoaldo, duque de Benevento y después rey de los lombarbos (662-671) y madre de Garibaldo, rey bambino (671) durante tres meses;
- Cuniperto, hijo de Partarito, rey de los lombarbos (688-700);
- Raginperto, hijo de Godeberto, rey de los lombarbos (701);
- Liutperto, hijo de Cuniperto,  rey de los lombarbos (700-701 y 701-702);
- Ariberto II, hijo de Ragimperto, rey de los lombarbos ( 702-712).